# Melaniparus niger
El carbonero negro (Melaniparus niger) es una especie de ave paseriforme de la familia Paridae propia de África austral.

## Descripción

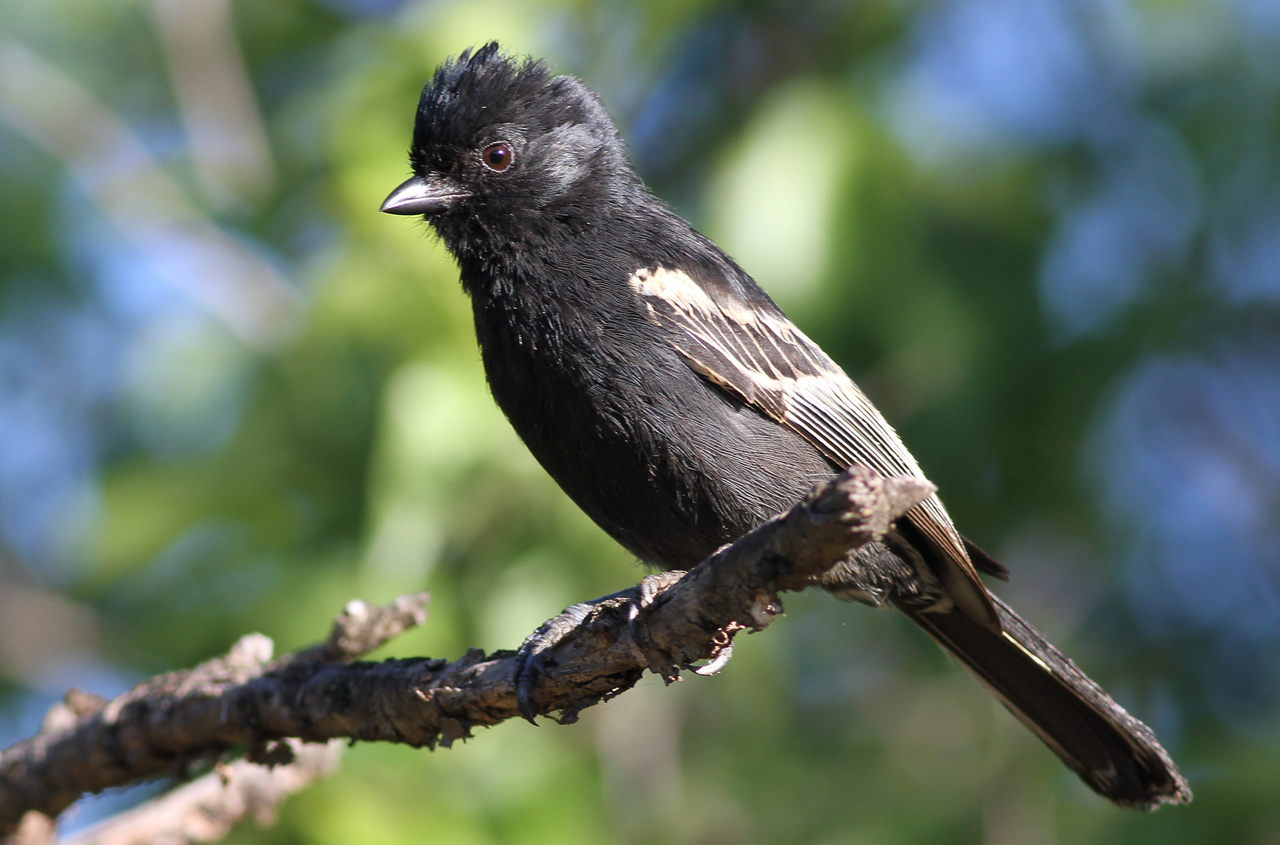
Ejemplar en Sudáfrica.

El carbonero negro mide alrededor de 16 cm de largo.  Presenta dimorfismo sexual en el color de su plumaje. El macho es casi en su totalidad negro, salvo en los bordes de las plumas de vuelo de las alas que son blancos; mientras que la hembra es grisácea. Puede distinguirse del carbonero aliblanco y del carbonero de Carp por no tener el extremo de la cola blanco, y ser de tamaño algo mayor.

## Distribución y hábitat
Se encuentra principalmente en la sabana arbolada seca de África austral, en una franja semicircular que se extiende desde Angola hasta la Provincia Oriental del Cabo, de Sudáfrica. Prefiere los bosques dominados por árboles de hoja caduca, principalmente del miombo, de especies del género Combretum y Burkea africana. Es especialmente abundante en los bosques el oeste de Zimbabue, donde la densidad de sus poblaciones pueden sobrepasar los cincuenta individuos por kilómetro cuadrado.

## Taxonomía
El carbonero negro anteriormente se clasificaba en el género Parus, pero como otras especies fue trasladado al género Melaniparus a consecuencia de un estudio genético publicado en 2013 que demostró que los integrantes de este nuevo género formaban un clado diferenciado.

## Comportamiento

### Alimentación
Como todos los páridos, se alimenta principalmente de insectos, y es un voraz consumidor de avispas. En cambio, a diferencia de otros páridos complementa su dieta con néctar e higos.

### Reproducción
Crían durante en verano, durante la época de lluvias, pero su inicio es muy variable y la cantidad de polluelos que crían depende de la cantidad de las precipitaciones. El sistema de reproducción del carbonero negro se ha estudiado en profundidad y se considera un ejemplo clásico de las diferencias en las estrategias reproductivas entre las especies de pájaros de regiones cálidas con lluvias impredecibles y las de regiones frías con inviernos severos. A diferencia del carbonero común y el herrerillo que pueden suministrar alimento hasta a veinticinco polluelos cada año en parejas sin ayudantes; un carbonero negro, que vive en un entorno mucho más pobre en alimentos, apenas podría alimentar a un polluelo por temporada en parejas sin ayudantes. Por ello, la mayoría de los machos inmaduros deben permanecer en el territorio de sus progenitores durante varios años como ayudantes de cría. Así ayudarán a criar a sus padres a los tres polluelos que generalmente produce la hembra en condiciones favorables. La hembra incuba en solitario ininterrumpidamente durante quince días, mientras es alimentada por su pareja y los ayudantes. Una característica interesante del carbonero negro es que cuando la hembra se siente amenazada en el nido imita los movimientos de una serpiente venenosa para evitar el saqueo del nido.
Como se han recobrado pocos ejemplares de la especie en las campañas de anillamientos los datos sobre su longevidad son poco precisos, pero casi con seguridad la tasa de mortalidad de los adultos bastante más baja del 70 o 75 por ciento de la mortalidad de sus parientes de Europa y Norteamérica.